# Моноліт (Харків)
МФК «Моноліт» — український футзальний клуб з Харкова, який виступав у Вищій лізі чемпіонату України з футзалу. Заснований в 2005 році. Наразі виступає у Кубку ФК Універ (супер-ліга кубка Харківської області). Кольори клубу: синьо-жовті.
За підсумками першого етапу вищої ліги сезону 2010/2011, в якому всі команди грали за звичною схемою кожна з кожною в два кола між собою, «Моноліт» посів шосте місце. Жовто-сині виграли дев'ять матчів, стільки ж програли. Далі за регламентом команди змагалися за вищі місця в матчах плей-оф, де «Моноліту» протистояли земляки - харківський «Локомотив». Ті матчі надовго запам'яталися уболівальникам обох команд. Кожен матч тієї серії був просякнутий духом справжнього дербі. Спочатку команди обмінялися перемогами в серії пенальті на майданчику «Моноліту». Загальний рахунок чвертьфіналу став 1:1. А потім серія переїхала на «Локомотив», і там вже сильніше були залізничники - дві перемоги господарів поля з однаковим рахунком 3:1.
Сезон 2011/2012 «Моноліт» розпочав у новоствореній «Екстра-лізі». Команду поповнив цілий ряд нових виконавців. У їх числі досвідчений Євген Юнаков, який виступав за донецький «Шахтар», Андрій Чуднов з «Єнакієвця», Андрій Бурдюг з «СумДУ» і колишній футболіст, що став футзалістів, Тарас Рибак з харківського «Арсеналу». Також надійшло підкріплення з дубля в особі змужнілих Табанькова і Педяша. А в зимове міжсезоння команда зміцнилася дозаявленими Андрієм Воронько та Євгеном Ланко. Здавалося б, плацдарм для завоювання нових вершин був підготовлений. І сама гра команди, що кульгала на старті сезону, з кожним матчем була все потужнішою і злагодженішою. Але внаслідок фінансової ситуації, що склалася в клубі, керівництво було змушене зняти команду з «Екстра-ліги». Але клуб не припинив свого існування. Зараз «Моноліт» продовжує виступати в супер-лізі обласного кубка.

## Досягнення
- Срібний призер чемпіонату України у першій лізі: 2013/14
- Півфіналіст Кубка України: 2008/09